# Palazzo Brancaccio (Napoli)
Palazzo Brancaccio è un palazzo monumentale di Napoli, ubicato in via Mezzocannone, nel quartiere Porto.
Eretto nel XV secolo i stile gotico dalla casata dei Brancaccio, il palazzo, con i tanti riferimenti all'architettura catalana, costituiva una testimonianza della Napoli quattrocentesca. Tuttavia come in molti edifici di origine medievale purtroppo venne rimaneggiato in età vicereale e in seguito borbonica, gli elementi medievali del palazzo sono appena visibili nel portale ad arco-gotico ribassato e nelle appena visibili arcate delle logge murate in seguito 
Nel 1690, grazie al lascito testamentario del cardinale Francesco Maria Brancaccio, vi fu aperta la prima biblioteca pubblica della città, la Biblioteca Brancacciana. La prestigiosa raccolta di volumi, ivi stipati su librerie lignee di Andrea Gizio e Domenico Greco, fu accorpata in seguito alla biblioteca nazionale Vittorio Emanuele III.
Nel Settecento l'edificio venne pesantemente rimaneggiato; nel cortile è presente un portico su cinque archi decorati con stucchi, con la funzione di proteggere la scalinata di accesso alla biblioteca.